# Darico
| Darico                          | Darico |
| ------------------------------- | ------ |
|                                 |        |
| Un darico da un testo di Eckhel |        |

Il darico (in greco δαιρεικός) fu una moneta coniata a partire dal regno di Dario I fino alla conquista macedone della Persia, in particolare un pezzo in oro, del peso variabile tra gli 8,35 e i 8,4 g. Al dritto è rappresentato il re inginocchiato come un arciere, il rovescio mostra un quadrato incuso. 
Il doppio darico d'oro con gli stessi tipi appare molto raramente, sono frequenti le piccole monete d'argento con gli stessi motivi. 
Nelle parti dell'Asia minore del regno persiano vennero coniati pezzi simili di argento di maggiori dimensioni di buon stile greco, a volte anche con i nomi greci dei regnanti, con un peso di circa 14,9 g. 
Data la grande diffusione e la purezza del conio, fu una moneta molto ricercata nell'antichità, in special modo dagli eserciti mercenari, anche se non ci sono stati da parte dei regnanti persiani, tentativi di dare uso corrente a tale moneta, anche per il grande valore da esse rappresentato; un darico valeva ben 20 dracme greche.
Più diffusi furono invece i sicli.
Ad esempio nella Anabasi di Senofonte, Ciro il Giovane promette l'aumento della paga dei mercenari da un darico, ad un darico e mezzo al mese.